# Mondher Ben Ammar
Pour les articles homonymes, voir Ammar.
Mondher Ben Ammar, né le 9 mai 1917 à Tunis et mort en 2004, est un avocat, homme politique et diplomate tunisien.

## Biographie
Il étudie les sciences juridiques à la faculté de droit et des sciences économiques de Paris et, après l'indépendance, devient avocat. Nommé en juillet 1956 comme ambassadeur de Tunisie en Italie puis en octobre 1957 comme ambassadeur en Allemagne de l'Ouest et aux Pays-Bas, il devient ministre de la Santé (3 janvier 1961-11 novembre 1964), ministre des Affaires sociales (3 janvier 1961-8 septembre 1969) et ministre de la Jeunesse et des Sports (11 novembre 1964-7 novembre 1969). Le 8 septembre 1969, il est nommé ministre du Tourisme et reste en fonction jusqu'au 6 novembre 1970.
Élu en octobre 1964 en tant que membre du comité central du Parti socialiste destourien, il est également élu la même année comme député à l'Assemblée nationale en tant que représentant du gouvernorat de Kairouan ; il est réélu en 1969 et représente dès 1974 le gouvernorat de Tunis.
Mondher Ben Ammar préside l'Avenir sportif de La Marsa à trois reprises (1972-1977, 1979-1980 et 1982-1985). Il est aussi actif dans l'Association tunisienne pour la prévention des accidents de la route fondée en 1962.

### Vie privée
Son père, l'avocat Mhamed Ben Ammar, appartient à une branche relativement désargentée d'une famille de la bourgeoisie tunisoise anciennement composée de hauts fonctionnaires et de grands propriétaires terriens. Sa mère, Fatma Dellagi, appartient également à la bourgeoisie de Tunis. Il est également le frère de Wassila Bourguiba, seconde épouse du président Habib Bourguiba.
Marié à Simone Gaggeri, il a trois enfants : Tarak, Hélé et Sadri.

### Palmarès
- Champion de Tunisie (promotion d'honneur) : 1937[2]